# Епархия Небби
Епархия Небби (лат. Dioecesis Nebbensis) — епархия Римско-Католической Церкви с центром в городе Небби, Уганда. Епархия Небби входит в митрополию Гулу. Кафедральным собором епархии Небби является церковь Непорочного Зачатия Пресвятой Девы Марии в городе Небби.

## История
23 февраля 1996 года Римский папа Иоанн Павел II издал буллу Cum ad aeternam, которой учредил епархию Небби, выделив её из епархии Аруа.

## Ординарии епархии
- епископ John Baptist Odama (23.02.1996 — 2.01.1999) — назначен архиепископом Гулу;
- епископ Martin Luluga (2.01.1999 — 8.02.2011);
- епископ Sanctus Lino Wanok (8.02.2011 — по настоящее время).